# BBC Two
BBC Two (fram till 1997 BBC2) är den andra kanalen från BBC och den tredje marksända kanalen i Storbritannien. Den startade den 20 april 1964 då den redan existerande kanalen fick namnet BBC One. I november 2004 hade kanalen en tittartidsandel på 6,6 procent (Källa: BARB) vilket placerar den efter BBC One, ITV och Channel 4 på listan. BBC Two var 1967 Europas första tv-kanal som regelbundet började sända i färg vilket gjorde att kanaler över hela kontinenten följde efter.
Kanalens programutbud vänder sig till en smalare publik än storasyster BBC One. Ibland kan populära program från BBC Two flyttas till BBC One. Så hände till exempel med Have I Got News For You, Little Britain och under hösten 2009 Graham Norton Show. Kanalens inriktning är i huvudsak på fakta, dokumentärer, kunskap, drama och utbildning. 

## Mottagning i Sverige
Till Sverige sänder BBC sina kommersiella kanaler BBC Entertainment, BBC World News, BBC Knowledge, BBC Lifestyle och BBC HD som inte ska blandas ihop med företagets public service-kanaler. De kommersiella BBC-kanalerna distribueras av flera av de större operatörerna i Sverige. BBC Two är marksänd i Storbritannien men kan även ses via satellit, kabel-tv samt via iPlayer på www.bbc.co.uk. Kanalen distribueras även på kabel-tv i Holland och Irland. BBC Two sänds, förutom i det brittiska marknätet (Freeview) även via satelliten Astra 2D vars beam är riktad specifikt mot de brittiska öarna.

### BBC Two tillgänglig i Sverige
BBC:s inhemska public service-kanaler är officiellt inte tillgängliga i Sverige. För att hindra folk utanför Storbritannien från att titta på dessa kanaler, är sändningarna via satellit riktade mot Storbritannien. Trots detta är det på flera platser i Sverige möjligt att ta emot de digitala sändningarna från satelliten Astra 2D om man har en tillräckligt stor parabolantenn. Programkort eller abonnemang krävs inte då sändningarna är okodade. I Stockholmsområdet räcker det, på grund av en lokalt starkare signal, med en 120 cm stor parabol för att kunna ta emot sändningarna, medan det krävs betydligt större antenner på andra håll i Sverige, exempelvis i Skåne eller Norrland. Några av de kanaler som ligger fritt på satelliten, och därmed kan tas emot i Sverige, är BBC One, BBC Two, BBC Three, BBC Four, CBBC, BBC News, ITV1, ITV2, ITV3, ITV4, CITV och Five.
Om folk utanför Storbritannien tittar på BBC:s inhemska kanaler i alltför stor utsträckning kan det bli ett problem för företaget. Dels på grund av rättighetsavtal då BBC enbart besitter rättigheter för Storbritannien men även för att BBC ska kunna sälja sina program till andra TV-bolag i exempelvis Sverige. BBC har en omfattande produktion och en förutsättning för denna är de inkomster som man får in genom försäljning till andra TV-bolag.

## Rundturer och inspelningar med publik

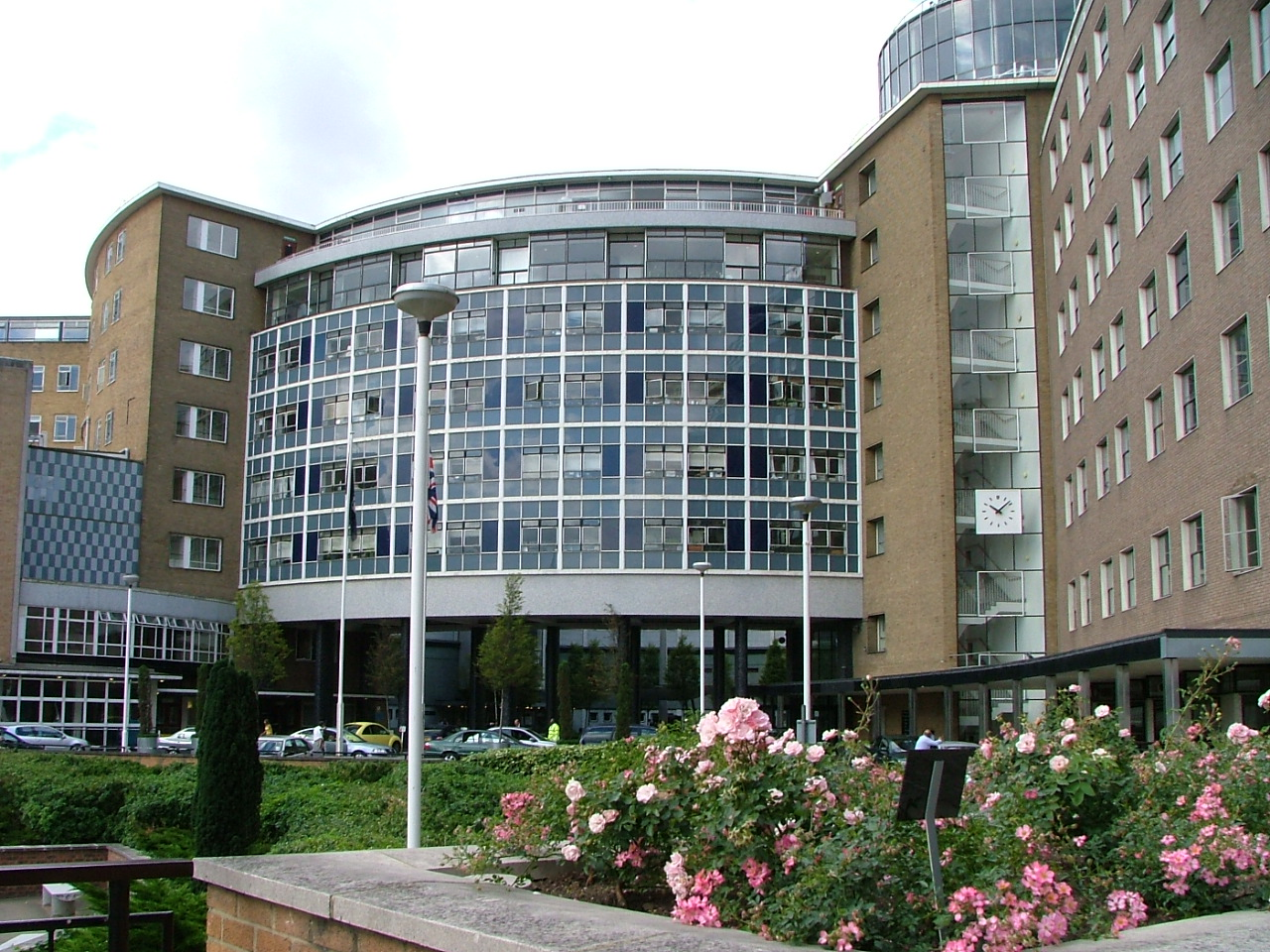
BBC Television Centre i White City, västra London med bland annat Europas största tv-studio

BBC erbjuder mot en biljettkostnad guidade rundturer på de flesta av sina mediehus runt omkring i Storbritannien. I London går det att få guidade turer i både Broadcasting House på Portland Place / Regent Street vid Oxford Circus, där radiokanalerna har sin bas samt i Television Centre i White City, västra London, där många av tv-programmen produceras och kanalerna spelas upp. Här finns nyhetsredaktionerna som ligger bakom både BBC:s inhemska nyhetssändningar i BBC One och den internationella kommersiella nyhetskanalen BBC World News. Det går även att få biljetter till många av BBC:s tv-produktioner med publik som i de flesta av fallen är gratis, ett exempel är talkshowen Friday Night with Jonathan Ross. Det ska dock poängteras att trycket på biljetterna i många fall kan vara mycket stort då programmen har mångmiljonpublik på TV och att biljetterna till de allra största programmen kan vara svåra att komma åt. BBC Shows and Tours